# Armanti Edwards
Armanti Fredrico Edwards (Greenwood, 8 marzo 1988) è un giocatore di football americano e di football canadese statunitense di ruolo wide receiver, che fa parte del Team 9 della X Football League (XFL). Fu scelto nel corso del terzo giro (89º assoluto) del Draft NFL 2010 dai Carolina Panthers della National Football League (NFL). Al college ha giocato a football come quarterback alla Appalachian State University.

## Carriera professionistica

### Carolina Panthers
Edwards fu scelto nel corso del terzo giro del Draft NFL 2010 dai Carolina Panthers, venendo spostato nel ruolo di ricevitore. Il 12 dicembre, Edwards giocò nel ruolo di quarterback per uno snap contro gli Atlanta Falcons completando un passaggio per l'altro rookie David Gettis. La sua prima stagione terminò con tre presenze. Nella stagione 2011 Edwards disputò tutte le 16 gare della stagione regolare, nessuna come titolare, senza tuttavia ricevere alcun passaggio ma completandone uno da 11 yard. Le prime ricezioni le fece registrare nella stagione 2012 quando ricevette complessivamente 5 passaggi per 121 yard. L'8 ottobre 2013 fu svincolato.

### Cleveland Browns
Il 31 ottobre 2013 Edwards firmò coi Cleveland Browns. Fu svincolato il 23 dicembre dello stesso anno.

### Chicago Bears
Il 3 giugno 2014, Edwards firmò coi Chicago Bears. Venne svincolato il 29 agosto 2014 durante gli aggiustamenti finali alla lista dei giocatori.

### Saskatchewan Roughriders
Il 24 febbraio 2016 Edwards firmò con i Saskatchewan Roughriders, squadra di football canadese della Canadian Football League.

### Toronto Argonauts
Il 27 maggio 2017 Edwards venne ceduto ai Toronto Argonauts in cambio dell'offensive lineman Peter Dyakowski.
La stagione 2017 fu particolarmente prolifica per Edwards: prese parte a tutte le partite di stagione regolare, tranne una, e riuscì a prendere 83 passaggi, totalizzando di 962 iarde e mettendo a segno 4 touchdown. Inoltre, durante gli incontri di playoff, Edwars mise a segno 7 passaggi, per un totale di 56 iarde. La stagione di Edward si concluse con la vittoria della 150ª edizione della Grey Cup da parte degli Argonauts.
Nel gennaio 2018 Edwards firmò un nuovo contratto, della durata di due anni, con gli Argonauts.

## Palmarès
- Numero 14 ritirato dagli Appalachian State Mountaineers

## Statistiche
Statistiche NFL
| Partite totali      | 41  |
| Partite da titolare | 0   |
| Ricezioni           | 6   |
| Yard ricevute       | 131 |
| Touchdown           | 0   |

Statistiche aggiornate alla stagione 2014
Statistiche CFL
| Partite totali | 21  |
| Ricezioni      | 83  |
| Yard ricevute  | 962 |
| Touchdown      | 4   |

Statistiche aggiornate alla stagione 2018